# فريدريك إتش بيلنغز
فريدريك بيلينغز (27 سبتمبر 1823 - 30 سبتمبر 1890)، هو محامي وسياسي أمريكي. عرف بعمله القانوني في المطالبات بالأراضي خلال السنوات الأولى من قيام ولاية كاليفورنيا ورئاسته لسكة حديد شمال المحيط الهادئ من عام 1879 إلى عام 1881.
ولد بيلينغز في رويالتون، فيرمونت، تخرج من جامعة فيرمونت في عام 1844، وأصبح محاميًا، انتقل إلى كاليفورنيا خلال عام 1848 متأثرا بحمى البحث عن الذهب في كاليفورنيا. شارك في إنشاء مكتب محاماة بارز يتعامل مع قضايا ملكية الأراضي، والتي كانت قضية مهمة لأن ولاية كاليفورنيا كانت خاضعة لسلطة العديد من الحكومات. شارك بيلينغز أيضًا في العديد من المشاريع التجارية التي أثبتت نجاحها، وأصبح مليونيرًا في سن الثلاثين. عمل في بداية الحرب الأهلية الأمريكية بجد لمنع كاليفورنيا من الانفصال.